# Progon (vorst)
Progon (Albanees: Progoni i Krujës) was een Albanese archont en stamvader van de Progoni-dynastie. Progon stichtte in 1190 de eerste Albanese staat in de geschiedenis.

## Biografie
Progon stichtte het Vorstendom Arbër en realiseerde onafhankelijkheid van het Byzantijnse Rijk. Krujë werd de hoofdstad. Progon was tevens stamvader van het huis Progoni. Zijn zoons Gjin Progoni en Dhimitër Progoni volgden zijn heerschappij op en gebruikten de titel Prins van Arbanon. Het vorstendom zou tot de 13e eeuw blijven bestaan.

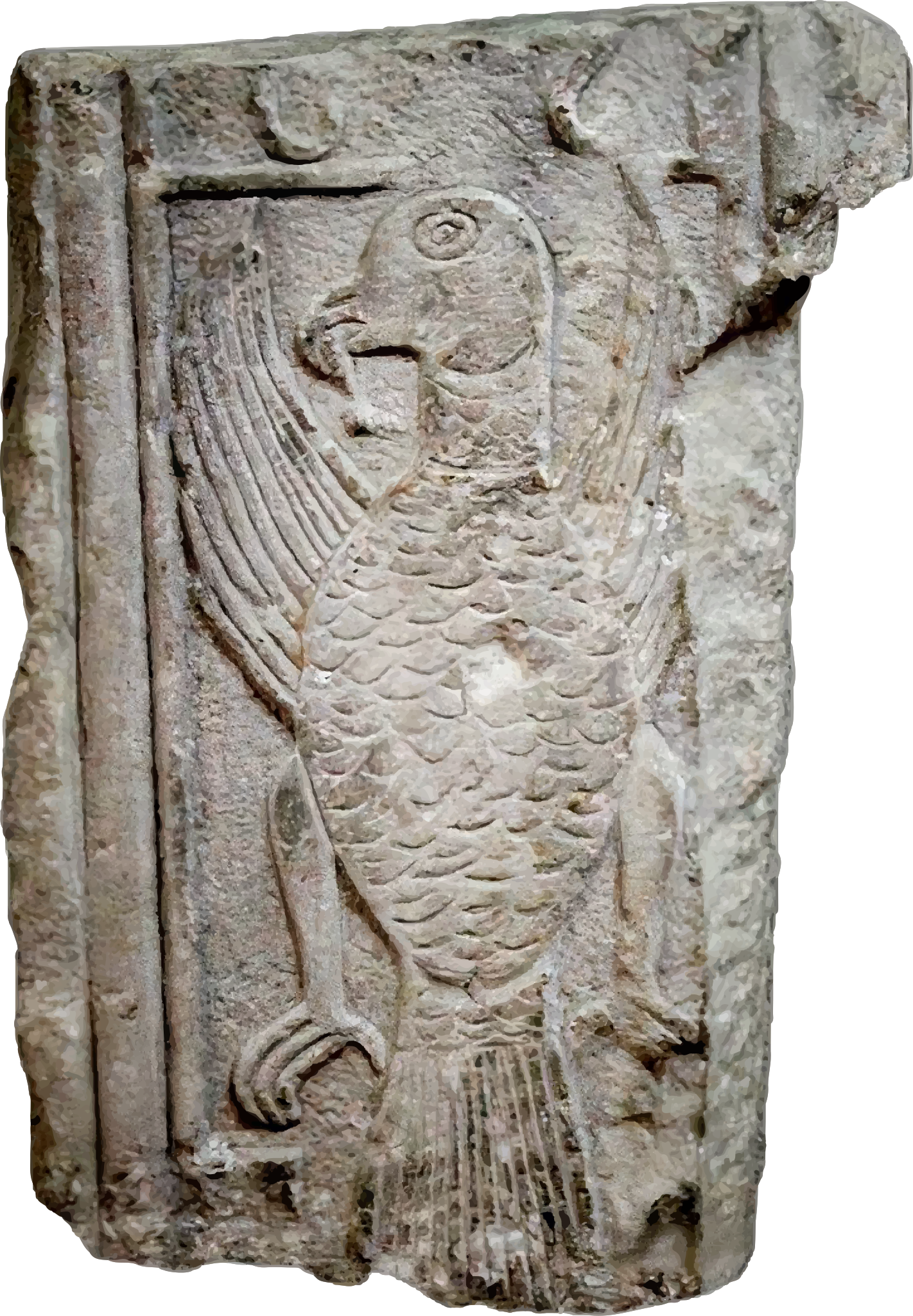
Het gegraveerde wapen van de Progoni-dynastie